# Gmina Dobrcz
Die Gmina Dobrcz ist eine Landgemeinde im Powiat Bydgoski der Woiwodschaft Kujawien-Pommern in Polen. Ihr Sitz ist das gleichnamige Dorf (deutsch Dobsch).

## Gliederung
Zur Landgemeinde (gmina wiejska) Dobrcz gehören 21 Dörfer (deutsche Namen, amtlich bis 1945) mit einem Schulzenamt (sołectwo):
- Augustowo
- Borówno
- Dobrcz (Dobsch)
- Gądecz
- Kotomierz
- Kozielec
- Kusowo (Kussowo)
- Magdalenka
- Nekla (Nekla)
- Pauliny (Paulinen)
- Sienno (siehe auch Rittergut Sienno)
- Stronno (Stronnau)
- Strzelce Dolne (Nieder Strelitz)
- Strzelce Górne (Ober Strelitz)
- Suponin
- Trzebień
- Trzeciewiec
- Trzęsacz
- Włóki
- Wudzyn
- Wudzynek
- Zalesie

Weitere Ortschaften der Gemeinde sind:
- Aleksandrowiec
- Aleksandrowo (Sandau Forsthaus)
- Chełmszczonka
- Hutna Wieś (Huttendorf)
- Karczemka
- Karolewo
- Linówiec
- Marcelewo (Fichtenau)
- Pyszczyn
- Zła Wieś (Bösendorf)